# Адаму, Яя
Яя Адаму (фр. Yaya Adamou; род. 7 августа 1982, Маруа, Камерун) — камерунский и российский профессиональный баскетболист, играл на позиции лёгкого форварда. В настоящее время ассистент главного тренера молодёжной команды «Автодор-2» и главный тренер юношеской команды баскетбольного клуба «Автодор».

## Игровая карьера
Адаму является воспитанником «Автодора». В 17 лет дебютировал за основную команду саратовского клуба.
В 2003 году Адаму пригласили в «Гиссен 46», но из-за травмы фаланги пальца провёл всего несколько матчей. Затем четыре года жил и играл во Франции. В составе «Бреста» стал чемпионом второго дивизиона Pro B.
В 2009 году Адаму перешел в казахстанский «Тобол». В составе команды Яя стал серебряным призёром чемпионата Казахстана и финалистом Кубка Казахстана, а также был признан «Лучшим лёгким форвардом» по оценкам федерации баскетбола страны. В мае 2010 Адаму принял участие в «Матче всех звёзд» чемпионата Казахстана, выступив в составе команды «Востока».
В августе 2010 года стал игроком «Красных крыльев». За самарскую команду в чемпионате России, Адаму провёл 7 матчей, набирая в среднем 2,3 очка, 1,9 подбора и 0,4 передачи. В мае 2011 года клуб и Яя достигли договорённости о досрочном расторжении контракта по обоюдному согласию.

## Карьера тренера
В 2015 году стал ассистентом главного тренера в молодёжной команде «Автодор-2», а в январе 2018 года возглавил её.

## Достижения
- Чемпион второго дивизиона чемпионата Франции (Про Б): 2004/2005
- Серебряный призёр чемпионата Казахстана: 2009/2010
- Финалист Кубка Казахстана: 2009

## Статистика
| Сезон                                                                                   | Команда        | Лига                 | GP | GS | MPG  | FG%  | 3P%  | FT%  | RPG | APG | SPG | BPG | PPG  |  |
| 2003/04                                                                                 | Гисен          | Чемпионат Германии   | 9  | 3  | 15,5 | 38,2 | 18,2 | 30,8 | 2,3 | 1,6 | 1,2 | 0,1 | 3,6  |  |
| 2005/06                                                                                 | Бурк           | Чемпионат Франции    | 36 | 11 | 14,9 | 42,5 | 22,5 | 37,5 | 2,1 | 1,3 | 0,7 | 0,1 | 3,3  |  |
| 2010/11                                                                                 | Красные крылья | Еврокубок            | 4  | 2  | 17,8 | 55,6 | 50,0 | 25,0 | 2,0 | 0,0 | 0,3 | 0,0 | 3,3  |  |
| 2013/14                                                                                 | Капшагай       | Чемпионат Казахстана | 19 | 17 | 26,8 | 51,5 | 36,4 | 67,4 | 4,6 | 1,4 | 1,8 | 0,1 | 13,1 |  |
| 2014/15                                                                                 | Капшагай       | Чемпионат Казахстана | 6  | 5  | 30,0 | 54,5 | 23,1 | 80,8 | 5,3 | 1,5 | 2,0 | 0,0 | 18,0 |  |
|                                                                                         |                | Всего                | 74 | 38 | 19,4 | 48,4 | 27,7 | 61,1 | 3,0 | 1,3 | 1,1 | 0,1 | 7,0  |  |
| Наведите курсор мыши на аббревиатуры в заголовке таблицы, чтобы прочесть их расшифровку |                |                      |    |    |      |      |      |      |     |     |     |     |      |  |